# Oración del Remanso
«Oración del Remanso» es un chamamé folclórico litoraleño del cantautor argentino Jorge Fandermole, compuesto en 1998. Es considerado uno de los himnos del cancionero popular argentino.
La canción es un chamamé cuya letra metafórica habla de un obrero pescador orando al Cristo de las Redes. También hace referencia al "Remanso Valerio", un paraje ubicado a mitad de camino entre las localidades santafesinas de Rosario y Granadero Baigorria, sobre el río Paraná.

## Temática

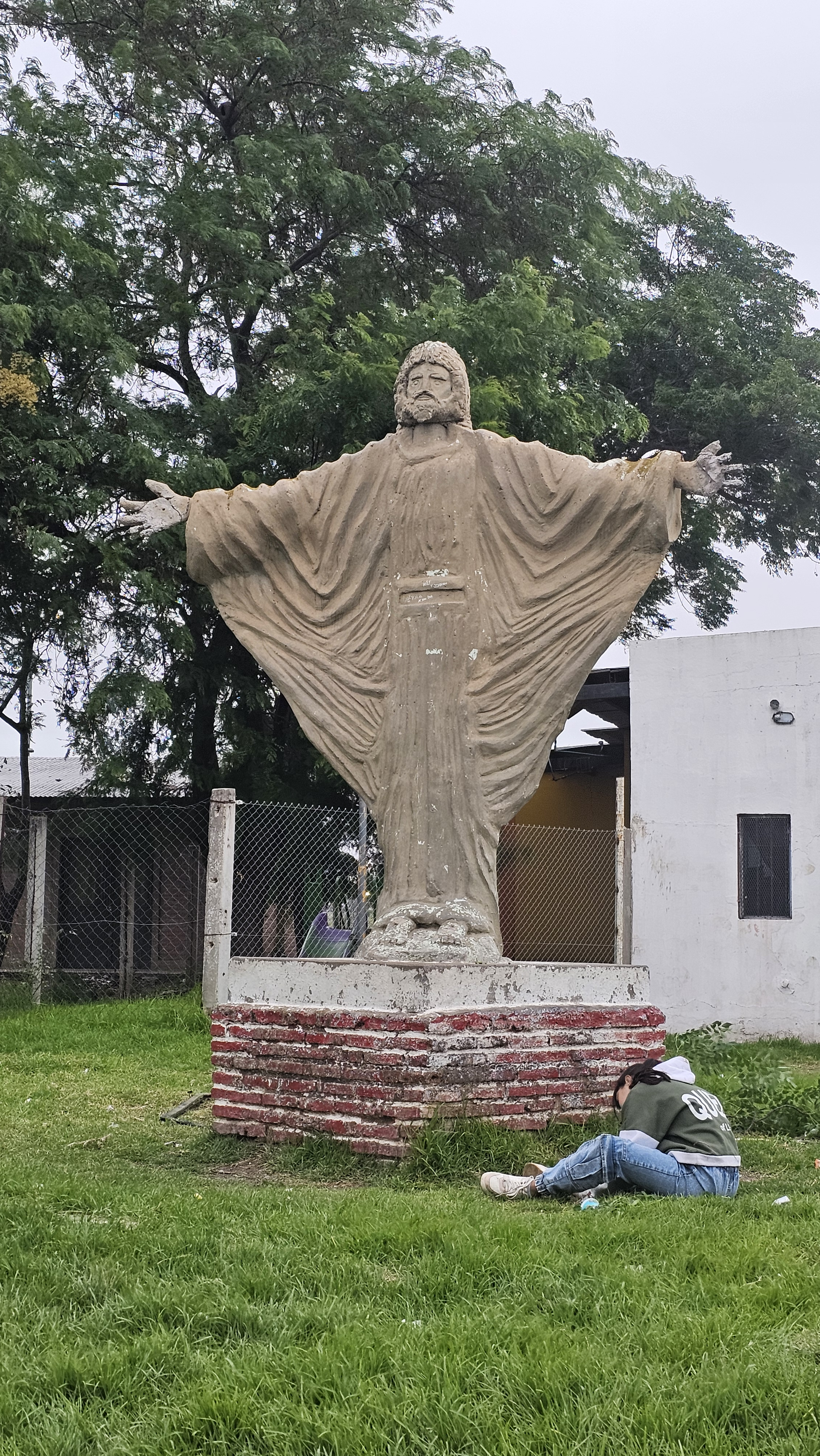
Escultura "Cristo de las redes" emplazada en el Remanso Valerio y que es nombrada en la canción

Remanso Valerio es un pequeño paraje de pescadores, que avizora los buques cargueros que remontan el Paraná hasta el puerto de San Lorenzo. La vida de ese pueblo gira en torno al río y los peces como fuente de subsistencia de los obreros locales.
Según el relato popular, debido al crecimiento de la zona y las obras en su entorno, tanto al norte como al sur de este paraje resultó afectado su ecosistema, y por consecuente, muchas familias se vieron muy afectadas. Remanso Valerio era protagonista de varias tragedias, y con el tiempo su condición fluvial hostil fue aplacándose. Por esta razón se encomendaron a un Cristo Pescador que los pobladores erigieron en piedra el 27 de mayo de 1995.
Esa advocación cristiana inspiró a Jorge Fandermole, luego de ver un cartel que invitaba a ver a un Cristo Pescador, durante sus viajes por la Ruta 11.

## Versiones
Además de Fandermole, éstos son algunos de los intérpretes que han hecho covers/versiones de "Oración del Remanso":
- Sílvia Pérez Cruz
- Ana Belén
- Mercedes Sosa
- Liliana Herrero
- Soledad Pastorutti
- Teresa Parodi
- Nahuel Pennisi
- Rita Payés
- Ine Maguire
- El Kanka
- Cabernet Vocal
- Grupo 40 Grados
- Grupo Integración
- Farolitos